# Old Dragon

Old Dragon, ou abreviadamente OD, é um sistema de regras para jogos de RPG desenvolvido por Antonio Sá Neto, Rafael Beltrame, e Fabiano Neme, inicialmente lançado de forma independente e mais tarde editado pela Redbox Editora (atual Buró Editora), em 2010.
Contrário aos jogos retroclones, que são em geral simulacros de versões anteriores do jogo Dungeons & Dragons, o Old Dragon se auto-define como um retro-golem, utilizando mecânicas de resolução baseadas em diversas versões anteriores desse jogo.
Quanto ao estilo de jogo, o Old Dragon se define como um jogo old school, estando classificado como um jogo da Old School Renaissance.
O Old Dragon usa a Open Game License, do Sistema d20, como base para o seu próprio conjunto de regras e a Creative Commons para sua licença, que permite a criação de obras derivadas, comercialmente ou não, por terceiros.

## Características gerais
O sistema de Old Dragon apresenta semelhanças com as versões mais antigas de Dungeons & Dragons, usadas como fonte de inspiração para a elaboração do sistema.
O Old Dragon usa dados poliédricos (de 4, 6, 8, 10, 12 e 20 faces) para criação de personagens e resolução de ações. Ainda pode fazer uso de materiais de apoio visual, tais como grids de combate, miniaturas e escudos do mestre, que são peças feitas de papelão ou outro material resistente usadas pelo mestre de jogo para esconder suas jogadas de dados.
O Old Dragon oferece quatro raças (anão, elfo, halfling e humano) e quatro classes (clérigo, guerreiro, ladrão e mago), listas de equipamentos, de armas e de armaduras medievais e de magias, para clérigos e magos, para o processo de criação de personagens jogadores.
Há seis Atributos principais: Força, Destreza, Constituição, Inteligência, Sabedoria e Carisma, cujos valores oscilam entre 3 e 18, sendo resultados da jogada de três dados de seis lados.
O Old Dragon usa um sistema de moral e ética baseada num eixo de três pontos -- ordem, neutralidade e caos -- chamado Alinhamento. Todos os personagens jogadores e não jogadores possuem um alinhamento, mas não são presos a eles; dois personagens podem ter o mesmo alinhamento, mas apresentar opiniões divergentes sobre um mesmo assunto.
Os personagens jogadores, em Old Dragon, melhoram suas capacidades através do ganho de pontos de experiência. Ao atingirem determinados valores, que variam conforme a classe escolhida durante a criação do personagem, eles aumentam de nível. O Old Dragon possui regras para evolução até o 20º nível de experiência.
O Old Dragon possui a figura do mestre de jogo, responsável por desenvolver as aventuras, representar os personagens não jogadores e arbitrar as situações não cobertas pelas regras.

### Diferenciais
Apesar das semelhanças, existem características que tornam o Old Dragon um jogo singular.
A partir do 5º nível de experiência, um personagem jogador pode escolher por uma Especialização, de acordo com o seu Alinhamento, adquirindo algumas habilidades não previstas para sua classe de personagem. Estas especializações não chegam a mudar significativamente as regras, de forma que é possível que um personagem jogador nunca se especialize se assim desejar. Essa mecânica foi considerada "conceitualmente significante" quando comparada a outras, como a de sub-classes.
O Old Dragon possui uma mecânica de Jogada de Proteção diferente da existente no Dungeons & Dragons. Enquanto as versões do D&D podem apresentar até cinco jogadas de proteção diferentes, no Old Dragon cada classe possui um valor fixo, que diminui de acordo com o nível. A jogada de proteção é feita com um dado de vinte faces, modificado por um dos Atributos, contra esse valor fixo.
Os itens mágicos possuem um Alinhamento, de forma que podem responder de forma diferente ao esperado. Um item mágico "caótico", por exemplo, pode apresentar muito poder, mas pouco controle. Personagens magos e clérigos de Alinhamento Ordeiro ou Neutro criam itens mágicos Ordeiros, personagens Caóticos criam itens Caóticos.

## Edições
O jogo ainda está em sua primeira edição, mas já teve duas impressões esgotadas em apenas dois anos, e caminha agora para a terceira impressão.
A primeira impressão, de novembro de 2010, teve tiragem de 300 exemplares, e contou com uma errata disponibilizada no site da editora. As mudanças foram muito pequenas, com apenas duas páginas: apenas correções que afetem o entendimento das regras e/ou a sua execução foram listados. Erros tipográficos ou simples substituições de termos não foram listados por considerarmos que seriam pouco esclarecedores para os nossos jogadores. As mudanças incluem a recalibragem da XP dos monstros e outras dez mudanças pequenas e pontuais. Todas essas correções foram incorporadas na segunda impressão.
A segunda impressão, de maio de 2011, teve tiragem de 1.000 exemplares!
A terceira impressão, de junho de 2013, teve tiragem de 600 exemplares. Esta impressão alterou a ilustração de capa além da própria identidade visual do livro.
Em novembro de 2022, foi lançada uma campanha de financiamento coletivo no site Catarse para Old Dragon 2ª Edição, atualmente, o sistema é publicado pela Buró Jogos (novo nome da Redbox).

## Recepção

### Recepção Internacional
O Old Dragon foi recebido com interesse pelo site alemão Mondbuchstaben, que cita sua aproximação com as edições mais antigas do D&D e a qualidade de suas ilustrações, semelhantes às da TSR nos anos 1990.
Para o site La Marca Del Este, em sua resenha, "o jogo é simples como poderia ser, bem apresentado, e com uma série de ilustrações justa, equilibrada e com qualidade suficiente".

### Críticas Nacionais
Em setembro de 2011, o articulista Marcelo Alexandre Leite, do portal Metagamers, publicou uma resenha onde afirmava que o Old Dragon possuía um conjunto de regras saudosista, falho, não inovador, e que não acrescentava nada ao mercado de RPG no Brasil, classificando-o como desnecessário. Essa resenha provocou uma onda de comentários negativos e, em resposta, a Redbox Editora lançou a promoção OD Desnecessário Há Um Ano, vendendo o Old Dragon mais sua versão em PDF com preço promocional durante todo o mês de outubro de 2011.

## Licença Open Dragon
A Licença Open Dragon, que rege a criação de materiais suplementares por terceiros, é o nome utilizado internamente pela Redbox Editora para a Licença Creative Commons CC-BY-SA v3.0.
De acordo com os termos de licença, o licenciante pode copiar, distribuir e transmitir o Old Dragon da forma que desejar e criar obras derivadas, como regras, raças, classes, especializações, magias, monstros ou itens mágicos, na forma de suplemento ou não, desde que credite os autores originais e compartilhe sua obra derivada sob os mesmos termos da licença. O crédito deve ser feito na forma que o autor original especifica em sua obra, e deve ser feito para todas as obras utilizadas para a composição da obra derivada.

### Uso da Licença por Terceiros
Outras editoras brasileiras fazem uso da Licença Old Dragon e publicam material suplementar para o jogo, além da Redbox Editora:
- UNZA RPG
- Ícaro Editora

Além dessas editoras, pessoas físicas tem publicado de forma oficial seu material, catalogado e disponibilizado para descarregamento gratuito, é o caso de Tagmar 2 (segunda versão do primeiro RPG brasileiro), que usa uma Licença Creative Commons CC-BY-NC-SA v3.0, em 2011, o site oficial do jogo publicou uma adaptação para Old Dragon.

## Produtos relacionados
A Redbox Editora tem produzido material de suporte para o Old Dragon desde o lançamento. Entre estes materiais há aventuras, cenários de campanha (como Space Dragon), miniaturas, mapas para uso com miniaturas, fichas de personagem em bloco, entre outros.
Há ainda uma série de suplementos gratuitos disponíveis para descarregamento no site do jogo, que ampliam as regras presentes no módulo básico e oferecem novas opções.
Entre as editoras licenciantes, a UNZA RPG publicou o suplemento Goblins em Campanha, que coloca os personagens jogadores no papel de goblins. A Ícaro Editora tem em pós-produção o suplemento Os Senhores da Guerra, baseado na obra As Crônicas de Artur, de Bernard Cornwell.